# Tillandsia rosarioae
Tillandsia rosarioae är en gräsväxtart som beskrevs av Lieselotte Hromadnik. Tillandsia rosarioae ingår i släktet Tillandsia och familjen Bromeliaceae. Inga underarter finns listade i Catalogue of Life.